# Nembrotha aurea
Nembrotha aurea är en art av nakensnäcka i familjen Polyceridae och beskrevs för första gången 2008 av Pola, Cervera och Gosliner.

## Beskrivning
Utseendet emellan individer kan variera beroende på var man finner dem i deras utbredningsområde. Generella drag är de långa, smala och horisontella bruna linjer som täcker deras kroppar. Bakgrundsfärgen varierar från att vara gräddvit, till ljust orange eller gul. Huvudet är ofta färgglatt med mönster i gult, blått och rött. Rhinoporerna är röda och den köttiga strukturen på ryggen likaså, ibland med inslag av vitt och blått. Nakensnäckan kan nå en längd på ca 3 cm.

## Ekologi
Miljön utgörs av steniga korallrev på 30 meters djup. Djuren är precis som andra snäckor hermafroditer. Vid parning slås först två individer om vem som ska agera hona, respektive hane. Den dominanta av två Nembrotha aurea som vinner striden, agerar som hane och penetrerar individen som då agerar som hona som får bära äggen och låta dem utvecklas.
Anledningen att strider om det förekommer beror på att det är mer kostsamt för den individ som agerar hona, att behöva utveckla ägg, än det är att agera som hane. Andra arter inom släktet Nembrotha har samma parningssätt.
Äggen läggs sedan på ett fast underlag som kan utgöras av sten. De har strukturen av ett band som hålls samman av ett slemlager. Nembrotha aurea börjar sitt liv som en planktonisk larv och genomgår flera larvstadier innan den är fullt vuxen.
Precis som andra arter inom släktet livnär sig Nembrotha aurea på kolonilevande sjöpungar som lever på korallreven. Deras färgstarka teckning är troligen varningsfärger för predatorer som avslöjar att snäckan är giftig. Giftet absorberas i så fall från födan. 

## Utbredning
Arten förekommer i de tropiska regionerna mellan Indiska oceanen och Stilla havet. De är även förekommande i Msimbati i Mtwara-regionen i Tanzania, även om de inte är lika talrika där.